# Frédéric Demontfaucon
Frédéric Demontfaucon (Le Creusot, 24 dicembre 1973) è un ex judoka francese.

## Palmarès
- Giochi olimpici

Sydney 2000: bronzo nei 90 kg.
- Mondiali

Monaco di Baviera 2001: oro nei 90 kg.
- Europei

Parigi 2001: bronzo nei 90 kg.
Belgrado 2007: bronzo nei 100 kg.